# Volutharpa ampullacea
Volutharpa ampullacea är en snäckart som först beskrevs av Middendorff 1848.  Volutharpa ampullacea ingår i släktet Volutharpa och familjen valthornssnäckor. Inga underarter finns listade i Catalogue of Life.